# Pseudosimochromis curvifrons
Pseudosimochromis curvifrons е вид лъчеперка от семейство Цихлиди (Cichlidae), единствен представител на род Pseudosimochromis.

## Разпространение
Видът е разпространен в Демократична република Конго, Замбия и Танзания.